# 亨利·艾尔顿

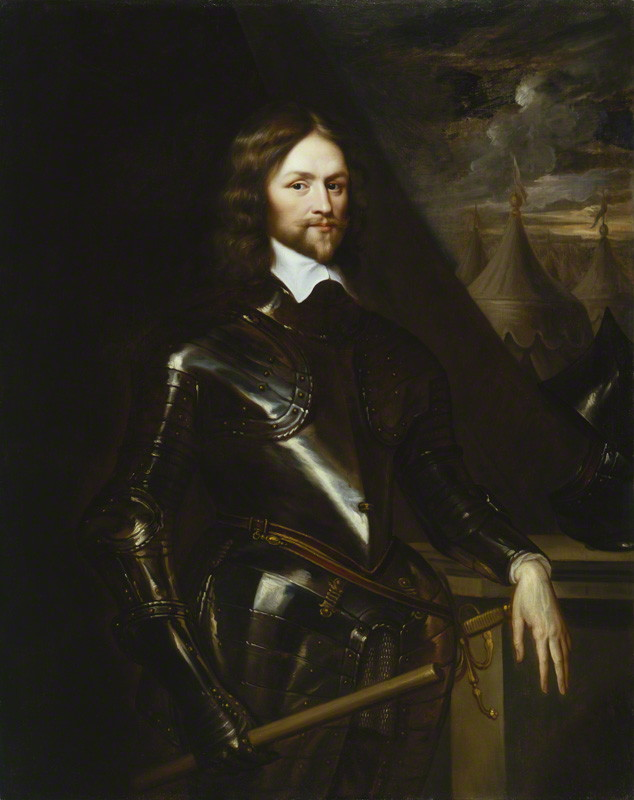
亨利·艾尔顿

亨利·艾尔顿（英語： 1611年—1651年11月26日）三国之战及英国内战期间议会军将军，独立派政治家，奥利弗·克伦威尔的女婿，曾为独立派进行外交活动。1647年曾提出君主立宪制方案《建议要点》，被查理一世拒绝，艾尔顿于是开始抨击君主制，将查理一世送审，并成为查理一世死刑令的签署人之一。1650年作为爱尔兰总督参与镇压爱尔兰的天主教叛乱，在利默里克被围困期间因病死亡。